# Condado de Golden Valley (Montana)
O Condado de Golden Valley é um dos 56 condados do estado norte-americano de Montana. A sede de condado é Ryegate, que é também a sua maior cidade. O condado tem uma área de 3046 km² (dos quais 3 km² estão cobertos por água), uma população de 1042 habitantes, e uma densidade populacional de 1,1 hab/km² (segundo o censo nacional de 2000). O condado foi fundado em 1920 e o seu nome é provavelmente uma forma de atrair colonos para a zona.